# Borough of Gedling
Gedling ist ein Verwaltungsbezirk mit dem Status eines Borough in der Grafschaft Nottinghamshire in England. Verwaltungssitz ist die Stadt Arnold, der Bezirk ist allerdings nach dem Dorf Gedling benannt. Weitere bedeutende Orte sind Burton Joyce, Carlton, Colwick und Ravenshead. Es besteht eine Städtepartnerschaft mit Rotenburg an der Fulda.
Der Bezirk wurde am 1. April 1974 gebildet und entstand aus der Fusion der Urban Districts Arnold und Carlton sowie eines Teils des Rural District Basford.